# مچتلینو
مچتلینو (انگلیسی: Mechetlino) یک شهرک در شهرستان سالاواتسکی استان باشقیرستان کشور روسیه است.